# Palác Žofín
Palác Žofín je novorenesanční budova z roku 1885 stojící na Slovanském ostrově (zvaném Žofín podle arcivévodkyně Žofie). Je chráněn jako kulturní památka České republiky.

## Dějiny paláce

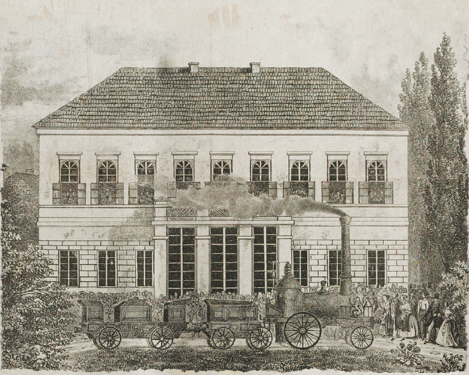
Klasicistní žofínská restaurace z roku 1836 po úpravě

V místech paláce byly od roku 1817 lázně s hostincem. Roku 1830 byly přestavěny na rodinný dům a v roce 1836 otevřena nová restaurace tvořená patrovou klasicistní budovou s velkým sálem podle návrhu Carla Pollacka. Iniciátorem vzniku reprezentativní stavby byl mlynář Václav Antonín Novotný, který ostrov koupil. Palác byl pojmenován Žofín na počest arcivévodkyně Žofie, matky pozdějšího císaře Františka Josefa I. 
Později byl palác upraven, zevně v tzv. úřednickém stylu (vídeňské úřední stavby arch. Paula Sprengera, v Praze arch. Kulhánek též Klarův ústav slepců) a uvnitř změněna dispozice a rozšíření restaurace do původně obytných prostor.
V roce 1885 byla budova klasicistní restaurace a lázní kompletně přestavěna podle plánů městského stavebního úřadu, celý projekt byl veden arch. Jindřichem Fialkou. V té době bylo dnešní Masarykovo nábřeží vybudováno jen podél novostavby Národního divadla, za kterým vedl železný most na severní konec ostrova. Dál bylo rameno řeky ze všech stran zastavěno: hustou zástavbou Vojtěšské čtvrti, přes řeku k paláci nedávno nově postavené Horní Lodecké mlýny, od nich se na ostrovním břehu táhl úzký pruh několika lázeňských a restauračních budov směrem k Šítkovským mlýnům na jihu. Tehdejší situace vysvětluje, proč je palác orientovaný směrem do řeky a na sever, ale směrem k nábřeží se obrací zadní fasádou.
Vojtěšská čtvrť a mlýny byly zbourány v rámci pražské asanace na přelomu 19. a 20. století, aby mohlo být dobudováno nábřeží k Jiráskovu mostu. Ostatní budovy na ostrově byly zbourány spolu se zbývajícími Šítkovskými mlýny při úpravách ostrova před rokem 1930 při výstavbě budovy Mánesa. Po druhé světové válce byl vybudován nový most na ostrov blíže paláci Žofín (1947–1949) a před palác umístěna socha Boženy Němcové (1955).

## Význam

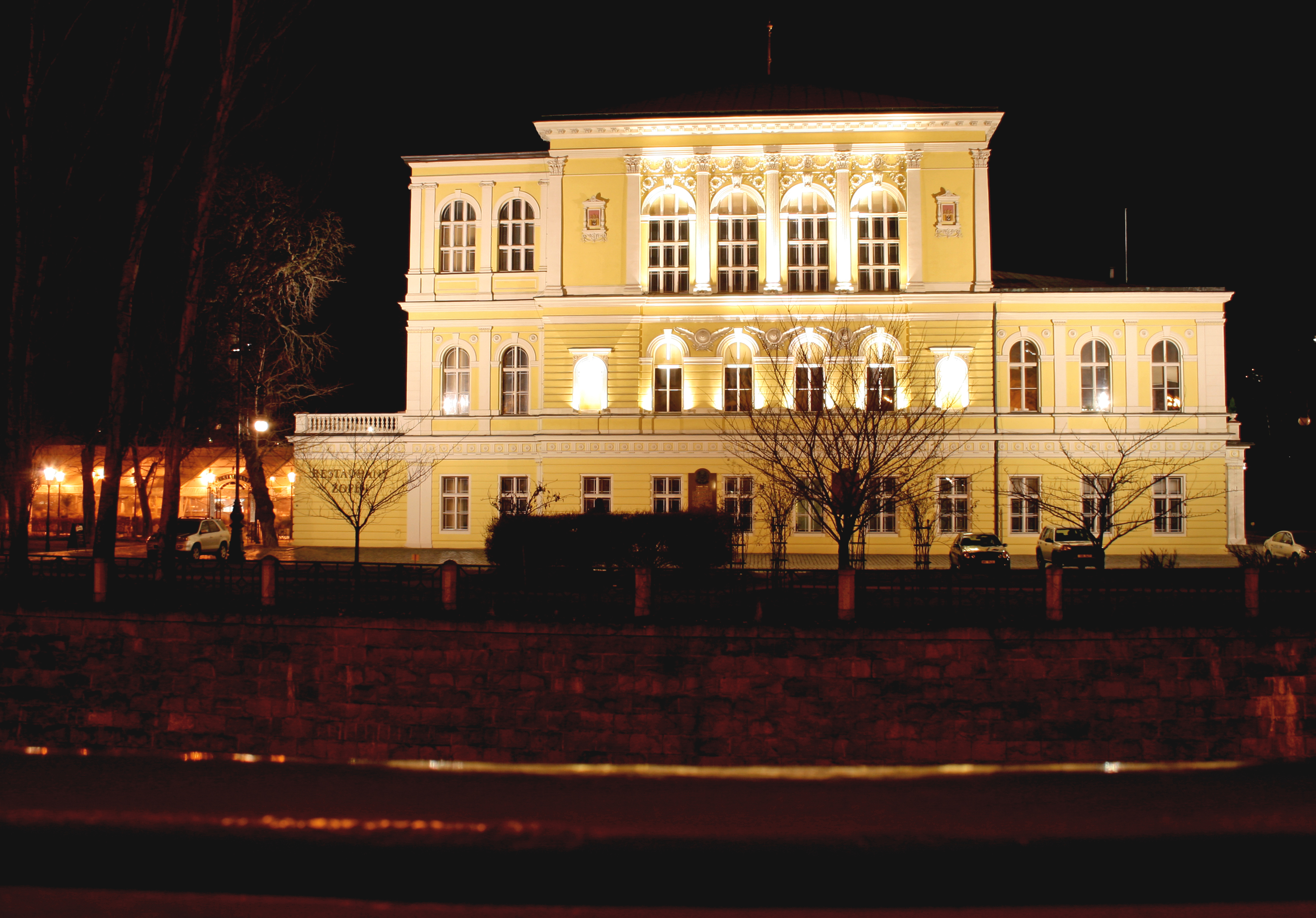
Noční pohled na Žofín z nábřeží u Národního divadla

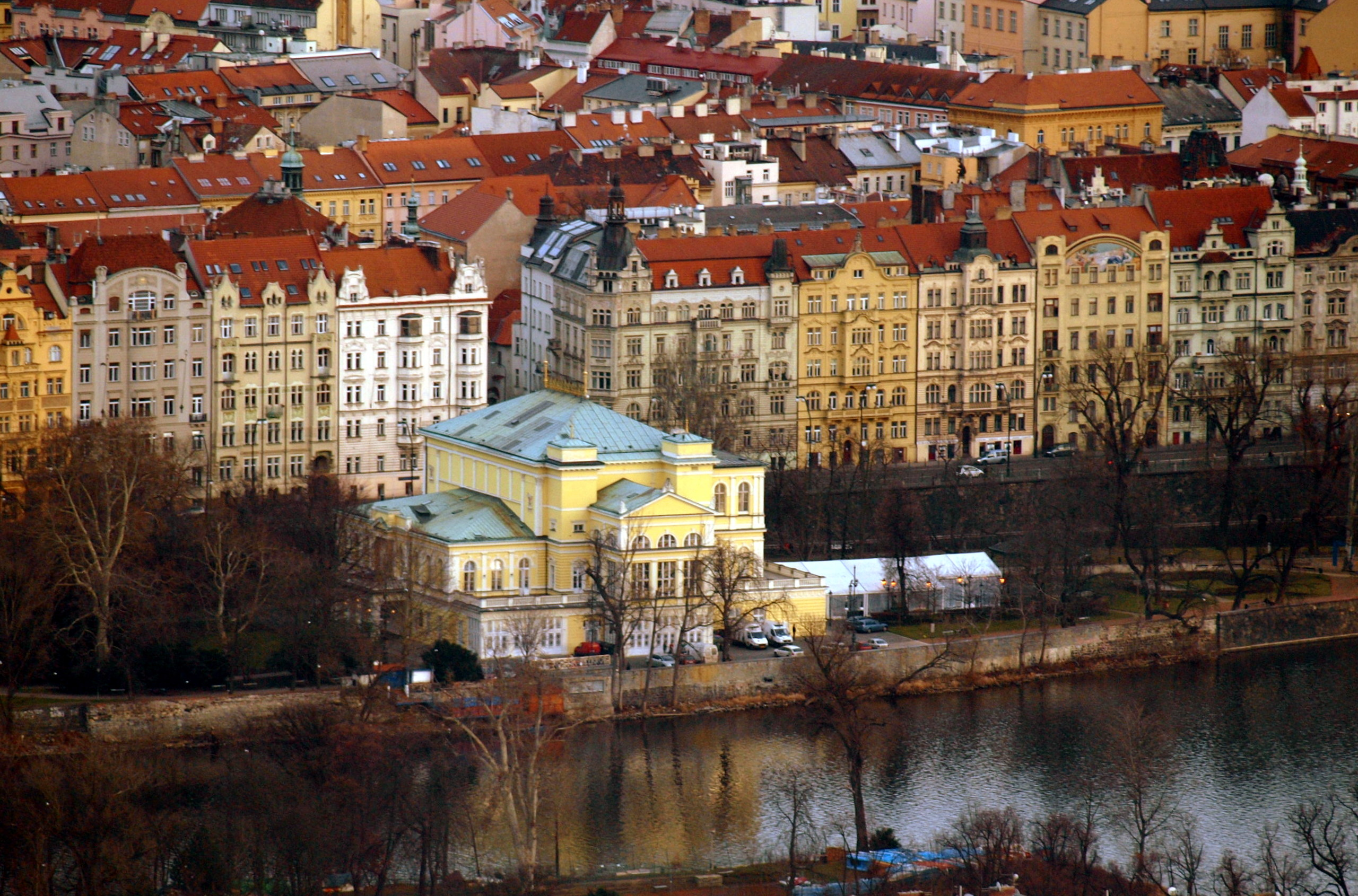
Pohled na Žofín a nábřeží z Petřínské rozhledny

V budově se nacházely sály, využívané k různým příležitostem – běžně se jim říkalo „Žofínské sály” či „Žofínské salóny” nebo německy „Sofiensäle” (konaly se zde též umělecké výstavy). Palác je významným dějištěm současného i minulého kulturního a společenského života Prahy. Odehrává se zde množství koncertů.
V roce 1848 se zde za účasti tehdejší inteligence konal Slovanský sjezd, kterému předsedal František Palacký.
V roce 1884 ostrov i s palácem zakoupila obec a přebudovala jej do dnešní neorenesanční podoby. Až do doby vzniku Obecního domu byl palác Žofín centrem pražského kulturního a společenského dění. Dodnes se v něm konají koncertní akce, plesy či konference.